# تامی ترولسن
تامی ترولسن (دانمارکی: Tommy Troelsen؛ زادهٔ ۱۰ ژوئیهٔ ۱۹۴۰) بازیکن فوتبال اهل دانمارک بود.
از باشگاه‌هایی که در آن بازی کرده‌است می‌توان به باشگاه فوتبال وایله بلدکلوب اشاره کرد.
وی در مسابقات کشوری و بین‌المللی در مجموع برندهٔ ۱ مدال نقره شده‌است.

## سابقه‌حرفه‌ای (تلویزیون)
ترولسن علاوه بر رقابت‌های حرفه‌ای فوتبال در یلینگ معلم مدرسه بود. ترولسن پس از کناره‌گیری از فوتبال، کار حرفه ای مجری‌گری در رادیو دانمارک را پذیرفت و در آغاز با تفسیر بازی‌های فوتبال شروع کرد. ترولسن مجری برنامه افسانه ای «اسپورتس لورداگ» بود، شهرتش در این بود که هر شنبه رقابت‌های فوتبال انگلیس را تفسیر و توضیح می‌داد که این به ارتقای بازی در دانمارک کمک می‌کرد. در ۱۹۹۹ به صورتی ناگهانی وی از رادیو دانمارک اخراج شد. در ۲۰۰۱، او مجری بازی‌های دیویزیون ۱ کانال ۴ دانمارک شد وی همچنین میزبان گفتگوها این کانال بود. ترولسن در اوت ۲۰۰۴ بازنشسته شد.

## مرگ
ترولسن پس از یک بیماری طولانی مدت در سن ۸۰سالگی در ۹ مارس ۲۰۲۱ درگذشت.